# Dot Lake
Dot Lake és una concentració de població designada pel cens dels Estats Units a l'estat d'Alaska. Segons el cens del 2000 tenia 19 habitants.

## Demografia
Segons el cens del 2000, Dot Lake tenia 19 habitants, 10 habitatges, i 6 famílies La densitat de població era de 0 habitants/km².
Dels 10 habitatges en un 20% hi vivien nens de menys de 18 anys, en un 50% hi vivien parelles casades, en un 10% dones solteres, i en un 40% no eren unitats familiars. En el 40% dels habitatges hi vivien persones soles el 20% de les quals corresponia a persones de 65 anys o més que vivien soles. El nombre mitjà de persones vivint en cada habitatge era d'1,9 i el nombre mitjà de persones que vivien en cada família era de 2,5.
Per edats la població es repartia de la següent manera: un 15,8% tenia menys de 18 anys, un 5,3% entre 18 i 24, un 26,3% entre 25 i 44, un 42,1% de 45 a 60 i un 10,5% 65 anys o més.
L'edat mediana era de 46 anys. Per cada 100 dones hi havia 90 homes. Per cada 100 dones de 18 o més anys hi havia 77,8 homes.
La renda mediana per habitatge era de 13.750 $ i la renda mediana per família de 62.500 $. Els homes tenien una renda mediana de 46.250 $ mentre que les dones 0 $. La renda per capita de la població era de 19.406 $. Cap de les famílies i el 5,6% de la població estaven per davall del llindar de pobresa.

## Poblacions més properes
El següent diagrama mostra les poblacions més properes.